# Salto (Cabañas)
Salto (llamada oficialmente Santa Cruz do Salto) es una parroquia española del municipio de Cabañas, en la provincia de La Coruña, Galicia.

## Otras denominaciones
La parroquia también es conocida por el nombre de Santa Cruz de Salto.

## Entidades de población
Entidades de población que forman parte de la parroquia:
- Manxarín
- Barqueiro (O Barqueiro)
- Cotiño (O Cotiño)
- O Feal
- Os Bouces
- Martices (Os Martices)
- Piñeiros (Os Piñeiros)
- Rivas (Os Ribas)
- Porcar
- Valedoso
- O Alto

## Demografía
| Gráfica de evolución demográfica de Salto entre 2000 y 2018 |
|                                                             |
| Datos según el nomenclátor publicado por el INE.            |